# そらコミュニケーション
『そらコミュニケーション』は、淡海音々葉による日本の4コマ漫画作品。『まんがタイムきらら』（芳文社）にて、2019年10月号から12月号のゲスト掲載を経て、2020年3月号から2022年2月号にかけて連載された。高校1年生の女子高生が宇宙人の妹と暮らすガールズコメディ。略称は「そらコミュ」。

## あらすじ
ある日、高校1年生の天音せんりの伯母・千十星の開発したヒューマノイドロボットに宇宙人の女の子・ソラの精神が宿りつく。以後、ソラはせんりの妹として暮らしていくことになる。

## 登場人物
天音 せんり（あまね せんり）
本作の主人公。高校1年生。5年前に両親が航空事故に遭い、それ以来叔母の千十星と2人暮らしをしてきた。幼いころに地球に飛来してきたソラと一緒に過ごしたことがある。親が航空事故に遭う前から1人でいることが多かったこともあって料理は得意。流行り物が苦手で、中学生時代のあだ名は「おばあちゃん」。生徒会役員。好きなものは特売日。
ソラ
本名: ソラストリア、学校での名前: 天音 空（あまね そら）
千十星（後述）の開発した人型ロボットのボディに精神を宿らせている宇宙人の女の子。ピンクの綿あめのようなもこもことした髪が特徴。地球から遠く離れた星「ヴィエルジュ」の王女。幼い頃に巡り合ったせんりの「妹」になるべく地球に精神のみで再来した。後に星美野小学校に編入。好きなものはプリン。
天音 千十星（あまね ちとせ）
せんりの伯母で自称マッドサイエンティスト。一人のせんりが寂しくないようにと、ヒューマノイドロボットの開発を進めていて。完成直前にボディを乗っ取られた。家事は全くできない。好きなものは酒・タバコ
アトリア
ソラの母星でのメイド役。生真面目だがどこか抜けている。ソラを連れ戻しに来たが、帰りの燃料が足りず、ソラとともに天音家に居候することになる。胸が大きい。料理が下手でソラ曰く「うちゅーいちまずい」好きなものは美味しい物・サブカル。
宇月 璃乃（うづき りの）
せんりの幼馴染かつ親友。せんりのためなら火の中・水の中・宇宙の果てまで助けに行くと語る。両親は医師。成績は学年トップで、高校1年生ながら生徒会長に就いている。女児向けアニメ「ポワルリン」の大ファン。
テンペスタ
通称:テン、本名: テンペスタ・デ・トワール・スピカ、学校での名前: 天音 天（あまね てん）
ソラを追って地球まで飛来した惑星スピカの王女。ソラが母星に帰れないのはせんりのせいだと考え、せんりを狙おうとするが失敗。ソラの母に力を封じられ、天音家に居候することとなる。高飛車な性格。後に星美野小学校に編入。
八雲 朔（やくも さく）
ソラやテンペスタの同級生。琴の名家の家元の令嬢。男の子に囲まれで育ったため野生児っぽい性格をしているが、琴の稽古のときはスイッチが入り別人のようになる。
羽白 那由多（はじろ なゆた）
璃乃の従妹で、ソラやテンペスタの同級生。使用人がたくさん住んでいる巨大な邸宅に住んでおり、父は宇宙人を捕まえるのが夢だとのこと。

## 書誌情報
- 淡海音々葉『そらコミュニケーション』、芳文社〈まんがタイムKRコミックス〉、全2巻
  1. 2021年1月15日発行（2020年12月25日発売[2]）、ISBN 978-4-8322-7239-2
  2. 2022年3月12日発行（2022年2月25日発売[3]）、ISBN 978-4-8322-7350-4